# Núcleo basal de Meynert

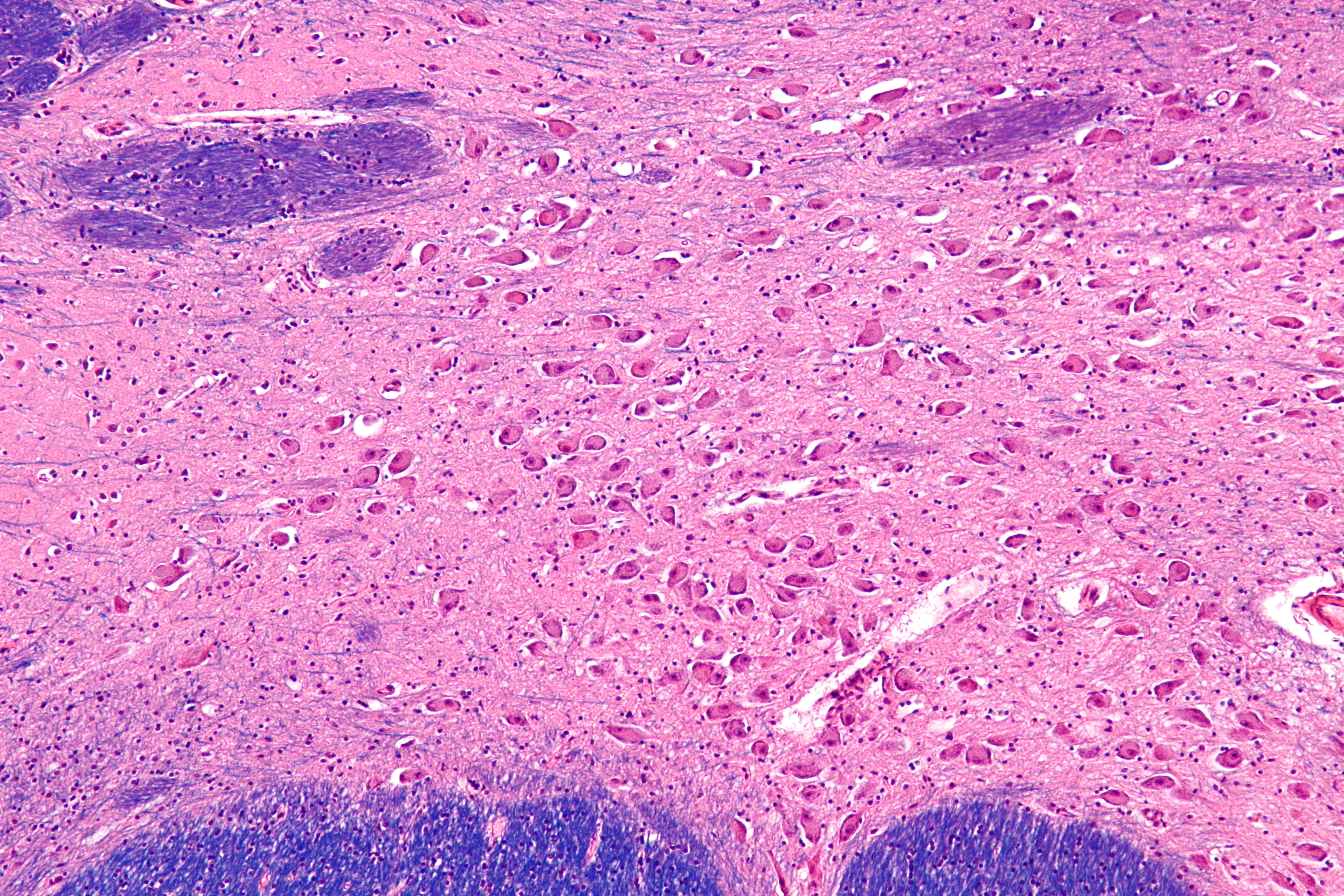
Na parte de baixo do núcleo basal de Meyert está o globo pálido e o putamen

O Núcleo basal de Meynert, substância inominada (do latim: substantia innominata) ou núcleo da substância inominada é uma parte do núcleo basilar constituído por redes neuronais de receptores colinérgicos (Neurónio colinérgico) que se dispõem desde a região septal-banda diagonal da porção fronto-basal mais rostral até a porção mais caudal do globo pálido. Seu nome é em homenagem a Theodor Hermann Meynert.
O Núcleo basal de Meynert junto com o sistema estriato-palidal ventral, a amígdala cerebelosa estendida e a região septal constituem as vias eferentes das atividades cerebrais originadas no grande lobo límbico, por isso é tão importante no contexto neuropsiquiátrico. O núcleo basal de Meynert recebe suas aferências principalmente das áreas corticais que compõem o grande lobo límbico e se projetam difusamente sobre o córtex cerebral. Funcionalmente, se relaciona com mecanismos de vigília e de atenção.
É uma das áreas afetadas pela Doença de Alzheimer, pela Doença de Parkinson e pela demência com corpos de Lewy.